# Vlag van Brugge
De vlag van Brugge toont, net als het wapenschild van Brugge, een klimmende leeuw van azuur op acht dwarse balken van zilver en keel. De leeuw is getongd en genageld van keel en heeft een kroon en een halsband, met daaraan een kruisje, van goud. De verhoudingen van de vlag zijn 2:3.
De leeuw is hoogstwaarschijnlijk ontleend aan de leeuw van de graven van Vlaanderen, maar heeft een andere kleur (blauw in plaats van zwart). De betekenis van de balken is niet bekend.
De vlag werd door de gemeenteraad op 26 oktober 1982 officieel vastgesteld. Op 1 juli 1986 werd hij door het Bestuur van Vlaanderen bevestigd en uiteindelijk gepubliceerd op 3 december 1987 in het officiële Belgisch Staatsblad.
Officieel wordt de vlag als volgt beschreven:
Acht even hoge banen van wit en van rood, met een blauwe leeuw, rood geklauwd en getongd, geel gekroond en gehalsband, de halsband voorzien van een geel kruisje, over alles heen.

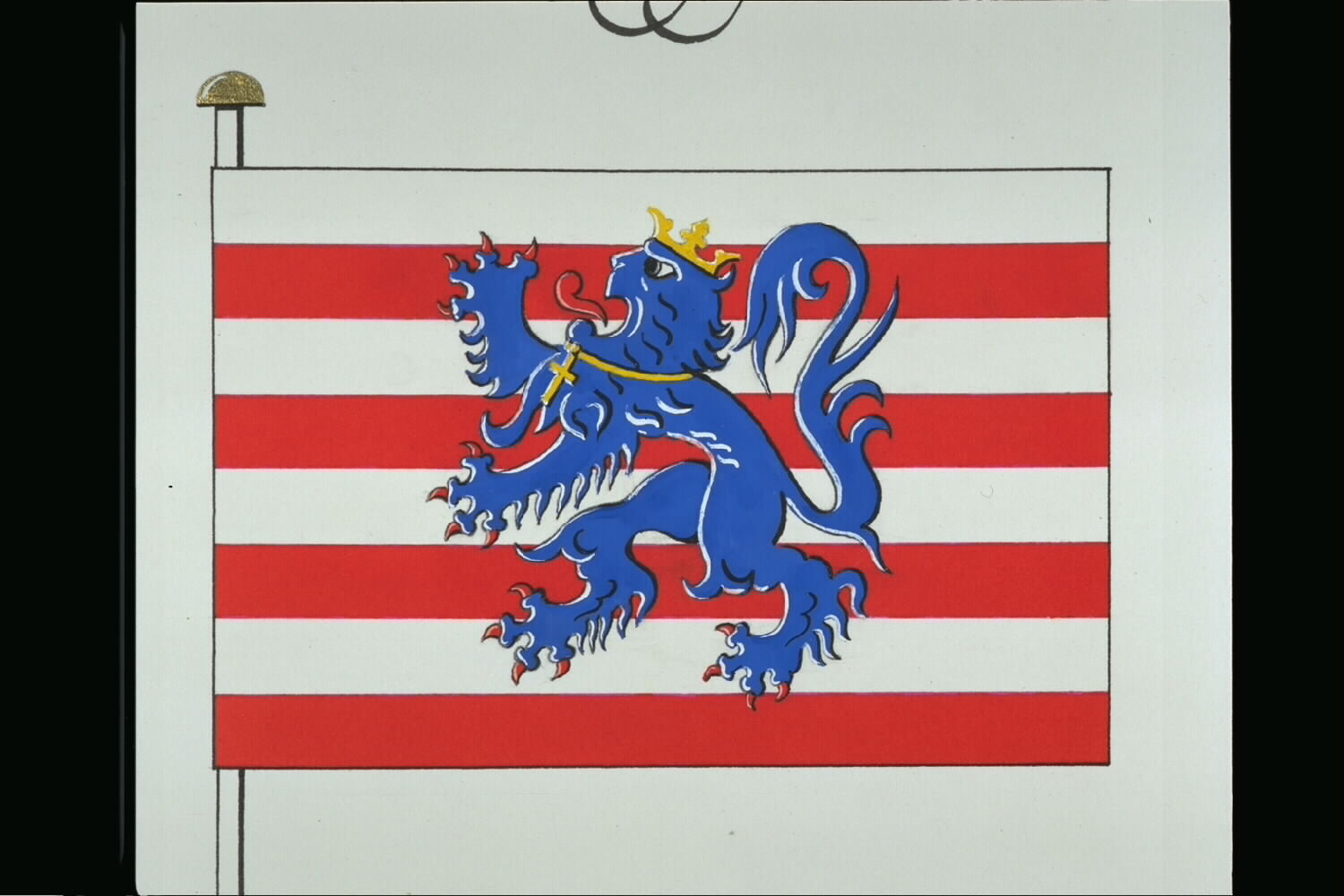
Officiële tekening van de vlag
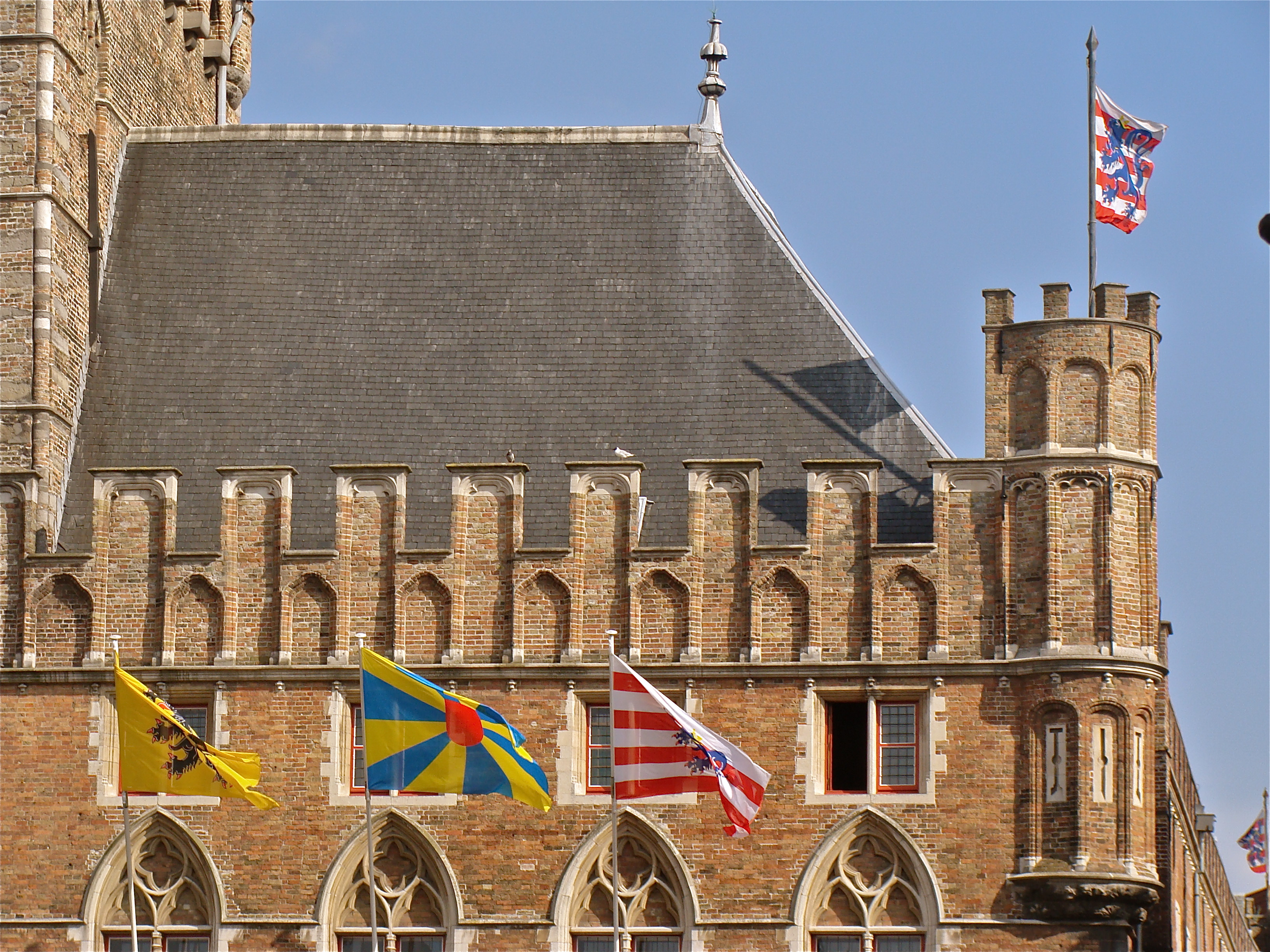
Twee vlaggen van de stad Brugge aan het Brugse belfort, samen met een vlag van West-Vlaanderen en een vlag van Vlaanderen.
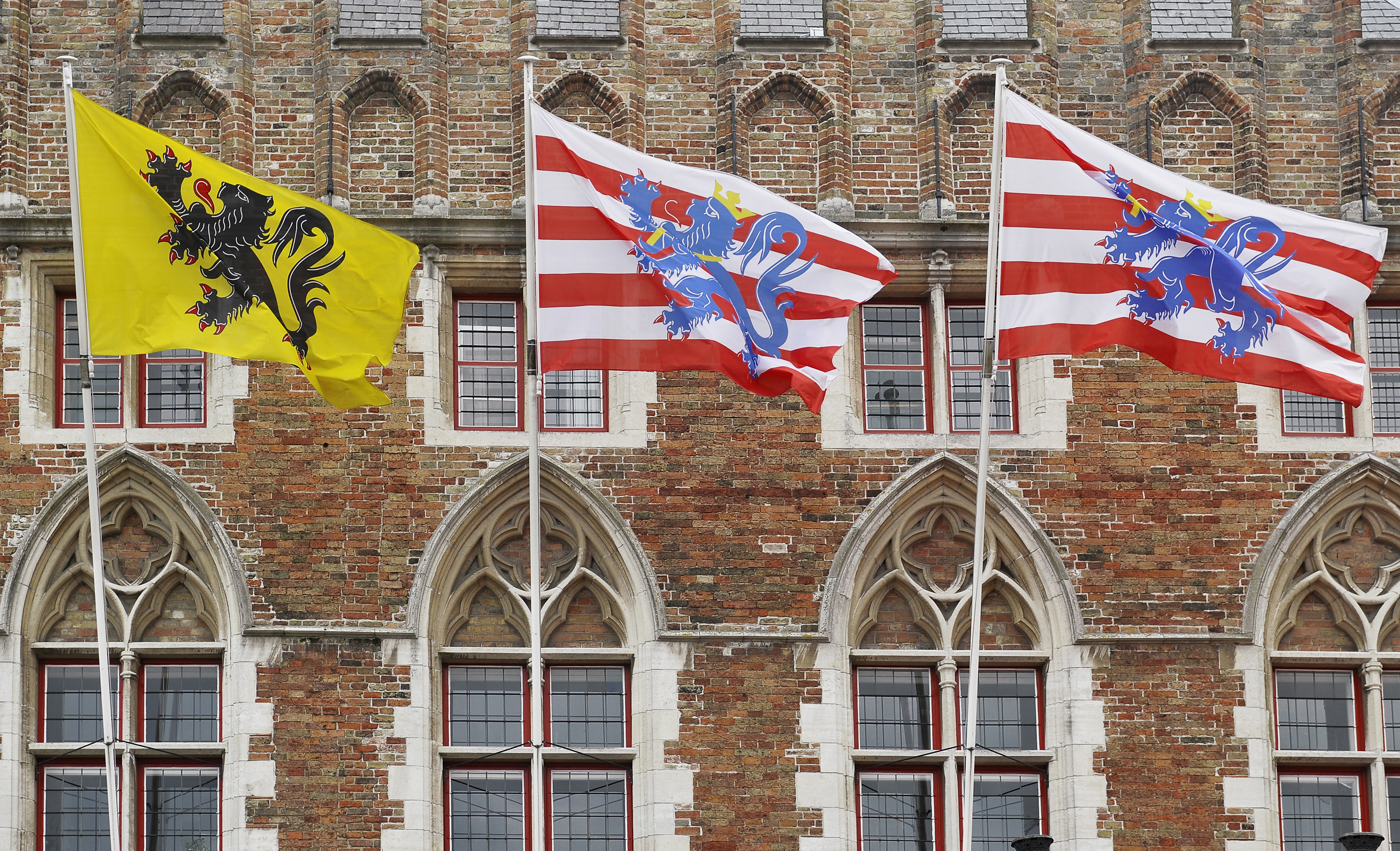
De vlag van Vlaanderen en twee vlaggen van Brugge op het Brugse belfort.
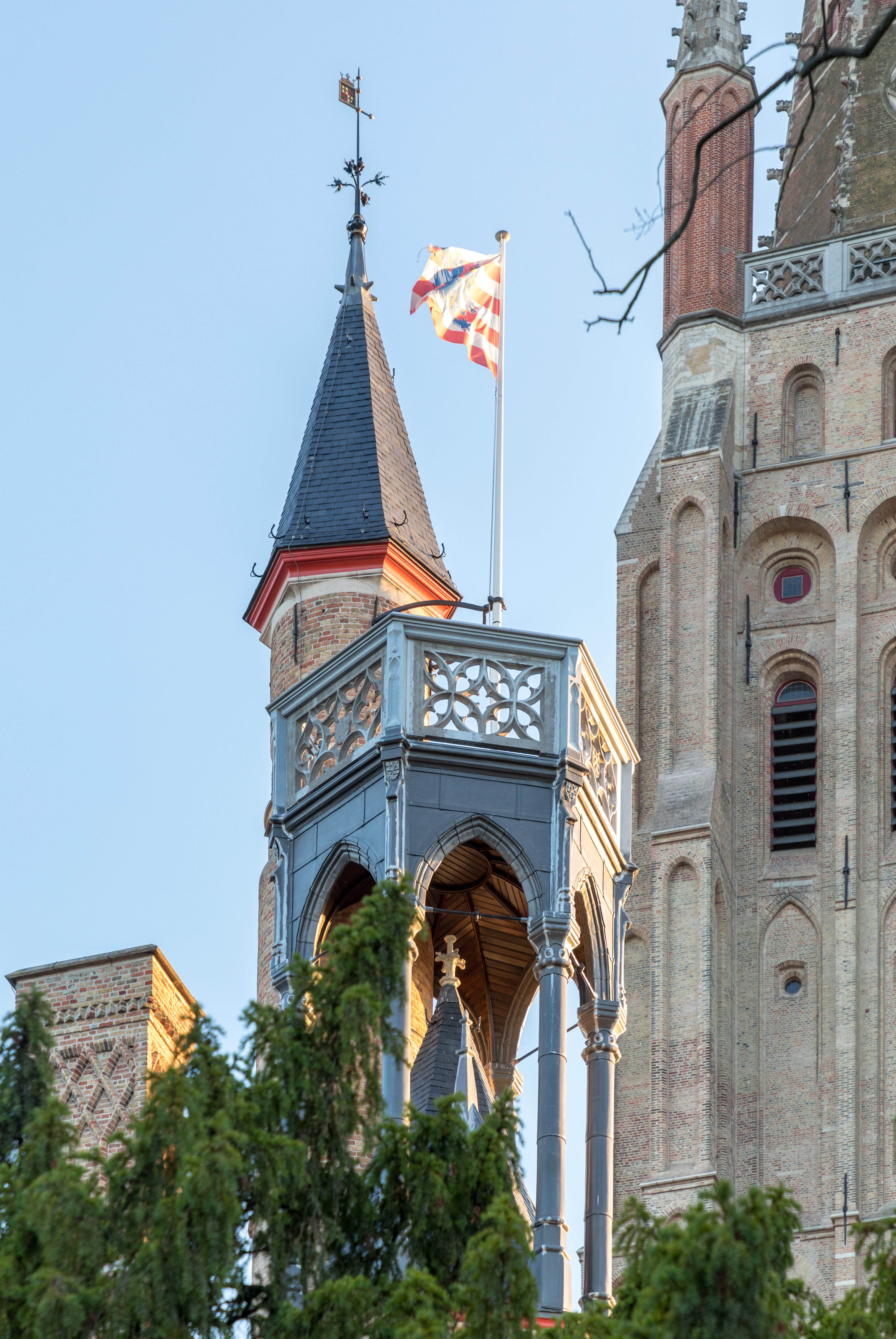
Wapperende stadsvlag bij de Onze-Lieve-Vrouwekerk
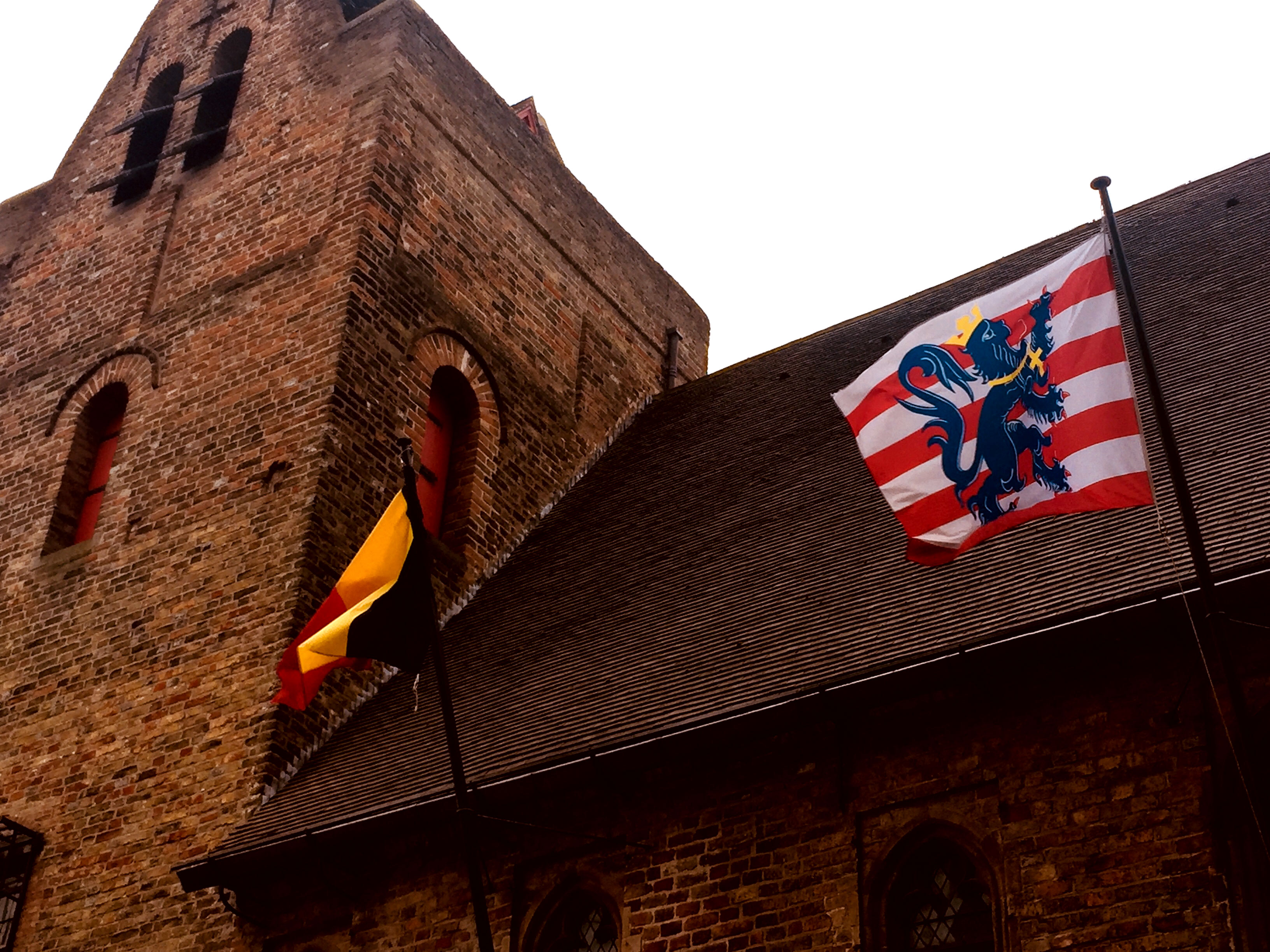
De vlag van België en de stadsvlag op het Gruuthusemuseum.